# Elliptikus görbe

Néhány elliptikus görbe a [−3,3]^{2} tartományban. (a = 0 és b = 0 esetén a görbe csúcsos, ezért nem elliptikus görbe)

A matematikában az elliptikus görbe sima harmadfokú görbe a projektív síkban, amelynek nemszáma 1.
A valós {\displaystyle (x,y)\in \mathbb {R} ^{2}} pontokból álló elliptikus görbék egyenlete az
{\displaystyle y^{2}=x^{3}+ax+b\,}
alakra hozható.
A szingularitások kizárására még fel szokták tenni, hogy {\displaystyle 4a^{3}+27b^{2}\neq 0}. Általánosabban, az együtthatók lehetnek más testek elemei is; ekkor a görbe pontjainak koordinátái is ebből a testből valók. Szóba jöhetnek a komplex számok, a racionális számok és a véges testek. A kettő és a három karakterisztikájú testekben a harmadfokú egyenletek nem hozhatók a fenti alakra, így vagy más alakokat használnak, vagy nem törődnek ezekkel a testekkel.
Ha {\displaystyle y^{2}=P(x)}, ahol P harmadfokú polinom egyszeres gyökökkel, akkor újra elliptikus görbét kapunk. Ha P negyedfokú és négyzetmentes, akkor szintén síkgörbét kapunk, aminek nemszáma 1. Ezen azonban nincs olyan pont, ami a görbén vett csoport természetes neutrális eleme lenne. Általánosabban minden 1 nemszámú algebrai görbét elliptikus görbének neveznek, például két másodfokú felület metszetét.
Matematikai fontosságuk abban áll, hogy összekapcsolják a matematika különböző részterületeit. Andrew Wiles 1994-ben az elliptikus görbék felhasználásával látta be a modularitási tételt, amiből már következett a nagy Fermat-tétel. Felhasználják őket titkosírásokhoz, mivel velük egyszerűen lehet egyirányú függvényeket definiálni. Egyes módszerek elliptikus görbéket használnak természetes számok faktorizálásához.
Az elliptikus görbe elnevezés onnan származik, hogy elliptikus integrálokat paramétereznek. Nem tévesztendők össze az ellipszissel.

## Valós elliptikus görbék
A valós elliptikus görbék azokat az {\displaystyle (x,y)\in \mathbb {R} ^{2}} pontokat tartalmazzák, amelyek adott valós {\displaystyle a} és {\displaystyle b} paraméterekre megoldják az {\displaystyle y^{2}=x^{3}+ax+b\,} Weierstrass egyenletet. A szingularitások kizárásához kikötjük, hogy {\displaystyle \Delta :=-16(4a^{3}+27b^{2})\neq 0}. Ez a Δ mennyiség az elliptikus görbe diszkriminiánsa. Ha a görbe diszkriminánsa pozitív, akkor a görbének két ága van; ha negatív, akkor egy. A nulla diszkrimináns csúcsot, önátmetszést vagy izolált pontot jelentene. A diszkriminánsban levő -16 szorzótényező kényelmesebbé teszi alkalmazását az elliptikus görbék elméletében.

## Racionális elliptikus görbék
A racionális számok fölötti elliptikus görbék a számelmélet érdeklődésére tarthatnak számot. Sok fontos sejtés foglalkozik velük, például a Birch és Swinnerton-Dyer-sejtés, ami a modern matematika egyik legfontosabb kérdése, és az elliptikus görbék számelméletéről szól.
A racionális görbén definiált csoport részcsoportja a valós görbén vett csoportnak. Az összes racionális pont megszerkeszthető egy véges ponthalmazból az érintők és a szelők módszerével. A Mordell–Weil-tétel szerint az E(Q) csoport végesen generált. A végesen generált Abel-csoportok alaptétele szerint előáll véges sok ciklikus csoport, {\displaystyle \mathbb {Z} }-vel és véges ciklikus csoport direkt összegeként. A tétel a végtelen leszállás egy módosított változatával bizonyítható. A tétel nem hatékony, mivel nem ad módszert E(Q)/mE(Q) reprezentánsainak meghatározásaira, ahol m tetszőleges pozitív egész.

### A görbe rangja
A görbe rangja a {\displaystyle \mathbb {Z} }-vel izomorf csoportok számát adja meg ebben a direkt összegben. Ez megegyezik a végtelen rendű független pontok számával. A rang meghatározásával a Birch és Swinnerton-Dyer-sejtés foglalkozik. A sejtés szerint a rang akármekkora lehet, annak ellenére, hogy csak kis rangú példák ismertek. A legnagyobb ismert rangú elliptikus görbe az
y2 + xy = x3 − 26 175 960 092 705 884 096 311 701 787 701 203 903 556 438 969 515x + 51 069 381 476 131 486 489 742 177 100 373 772 089 779 103 253 890 567 848 326 775 119 094 885 041.
Rangja 18, Noam Elkies fedezte fel 2006-ban. Ismertek továbbá legalább 28 rangú elliptikus görbék, de pontos rangjuk ismeretlen.
Az E(Q) csoport torziórészcsoportjáról Barry Mazur egy tétele alapján tudjuk, hogy a következők egyike: Z/NZ, ahol N = 1, 2, …, 10, vagy 12; Z/2Z × Z/2NZ, ahol N = 1, 2, 3, 4. Mindegyikre vannak példák. Sőt, azok az elliptikus görbék, amelyek Mordell–Weil-csoportjainak ugyanaz a torziócsoportjuk, ugyanahhoz a paraméterezett görbecsaládhoz tartoznak.

### Fontos tételek, sejtések
A Birch és Swinnerton-Dyer-sejtés a millenniumi problémák körébe tartozik. A szóban forgó elliptikus görbét analitikai és algebrai szempontból vizsgálja. Definiál egy, a Riemann-féle zéta-függvényhez hasonlító függvényt; ez a Hasse–Weil-féle zéta-függvény, ami az eredeti függvényhez hasonlóan kiterjeszthető majdnem az egész komplex számsíkra. Ezzel a függvénnyel vizsgálja a görbét, és ebből következtet a görbén megvalósuló csoport szerkezetére. Azt állítja, hogy a függvény értéke az 1 helyen éppen a görbe rangja, és az e pont körüli Laurent-sorának főegyütthatója megegyezik egy, a görbe fontos mennyiségeiből képzett termnek.
A korábban Taniyama–Shimura–Weil sejtésként ismert modularitási tétel szerint minden racionális elliptikus görbe moduláris, vagyis a Hasse–Weil-féle zétafüggvény egy N szintű és 2 súlyú moduláris forma L-függvénye, ahol N az elliptikus görbe konduktora, vagyis az a szám, aminek prímosztói megegyeznek a görbe diszkriminánsának prímosztóival. A tételt 1999-ben bizonyították be Andrew Wiles ötletei alapján, aki már 1994-ben belátta elliptikus görbék egy nagy családjára. Az 1950-ben megfogalmazott sejtést több alakban is ismerték. A 20. század második felében belátták, hogy mindegyik ugyanolyan nehéz.
A nagy Fermat-tétel könnyen belátható a modularitási tétel felhasználásával. Ha p > 5-re az {\displaystyle a^{p}+b^{p}=c^{p}\,} egyenletnek lenne megoldása, akkor az {\displaystyle y^{2}=x(x-a^{p})(x+b^{p})\,} elliptikus görbe, aminek diszkriminánsa {\displaystyle \scriptstyle \Delta \;=\;{\frac {1}{256}}(abc)^{2p}}, nem lenne moduláris.

### Egész pontok
A görbe egész pontjai azok a pontok, amelyeknek az első koordinátájuk egész. C. L. Siegel egy tétele szerint az elliptikus görbék véges sok egész pontot tartalmaznak. A tétel általánosítható olyan első koordinátákra, amelyek nevezőjének prímtényezői egy adott véges halmaz elemei. Például, ha E elliptikus görbe, együtthatói egészek, és a H közös korlát alatt vannak, akkor az E-n levő (x, y) pontok száma, ahol x és y is egész:
{\displaystyle \max(|x|,|y|)<\exp \left(\left[10^{6}H\right]^{{10}^{6}}\right).}
Például az {\displaystyle \scriptstyle y^{2}\;=\;x^{3}\,+\,17} egyenletű görbe nyolc olyan pontot tartalmaz, aminek mindkét koordinátája egész, és y > 0 :
(x,y) = (−1,4), (−2,3), (2,5), (4,9), (8,23), (43,282), (52,375), (5234,378 661).
Egy másik példa az y2 = x3 − 2x egyenletű görbe, ami mindössze négy olyan pontot tartalmaz, aminek mindkét koordinátája egész, és y ≥ 0 :
(x,y) = (0,0), (−1,1), (2, 2), (338,6214).

## Általános számtestek
A valós, illetve racionális testek fölötti eredmények nagy része érvényben marad a racionális számok véges algebrai bővítése esetén is. Ha E elliptikus görbe a K test fölött, akkor az E(K) pontok végesen generálhatók, ami a racionális pontokról szóló Mordell–Weil-tétel általánosítása. Loïc Merel egy tételében megmutatta, hogy egy adott d kiterjesztési fokhoz (izomorfizmus erejéig) véges sok különböző torziócsoportja lehet az E(K) csoportoknak.
Pontosabban, van egy B(d) szám, hogy bármely, a K test fölötti E elliptikus görbe bármely torziópontjának rendje kisebb, mint B(d), ha a K:Q testbővítés foka d, és az összes d fokú bővítésre ugyanaz a B(d) jó. Ha d > 1, és p prím, akkor {\displaystyle \scriptstyle p\;<\;d^{3d^{2}}}.
Az egész pontokról szóló Siegel-tétel így általánosítható: Legyen E elliptikus görbe a K test fölött, és x és y a pontok Weierstraß-koordinátái! Ekkor a görbe azon pontjainak száma, amelyek x koordinátája az OK gyűrű eleme, véges.
A Hasse–Weil-féle zétafüggvény és a Birch és Swinnerton-Dyer-sejtés is kiterjeszthető erre az általánosabb esetre.

## Komplex elliptikus görbék
Ha a komplex számokra, mint a komplex számsík elemeire gondolunk, akkor az elliptikus görbék kétdimenziós felületek lesznek a négydimenziós {\displaystyle \mathbb {C} ^{2}} térben. Habár ezek a felületek nem jeleníthetők meg három dimenzióban, mégis tehetünk kijelentéseket az alakjukról, például ismerhetjük a nemszámukat.

### Komplex tóruszok
Legyen {\displaystyle \Gamma } rács a {\displaystyle \mathbb {C} } komplex számsíkon. Ekkor a {\displaystyle \mathbb {C} /\Gamma } egydimenziós kompakt, kommutatív, komplex Lie-csoport, ami valósnak tekintve izomorf a {\displaystyle S^{1}\times S^{1}} tórusszal. Jelölje a rács generátorait {\displaystyle v,w\in \Gamma }; ekkor a {\displaystyle \mathbb {C} /\Gamma } hányados:
{\displaystyle \{\lambda v+\mu w\mid 0\leq \lambda ,\mu \leq 1\},}
amiből a tórusz a szemközti oldalak azonosításával keletkezik.

### Kapcsolat a Weierstraß-féle p-függvénnyel
Ha {\displaystyle \Gamma } rács a komplex számsíkban, akkor a hozzá tartozó Weierstraß-féle p-függvény és deriváltja a
{\displaystyle \mathbb {C} /\Gamma \to \mathbb {P} ^{2}(\mathbb {C} ),\quad z\mapsto (1:\wp (z):\wp '(z)),}
beágyazást definiálja, melynek képe a nem szinguláris
{\displaystyle y^{2}=4x^{3}-g_{2}(\Gamma )x-g_{3}(\Gamma )}
harmadfokú görbe. Minden nem szinguláris harmadfokú görbe izomorf egy így előálló görbével, ahol az izomorfia azt jelenti, hogy a megfelelő rácsok hasonlók, vagyis egy nem nulla komplex számmal való szorzással átvihetők egymásba. Az izomorfiaosztályokat j-invariánsokkal különböztetik meg egymástól. A g2 és g3 komplex számok a görbe moduláris invariánsai, amiket a rács, ezzel együtt a tórusz szerkezete egyértelműen meghatároz.
A Weierstraß-féle p-függvény periodikus egy Γ rácsra, így természetesen definiálható a T = C/Γ tóruszon. A tórusz a {\displaystyle z\mapsto (1,\wp (z),\wp '(z))} leképezéssel ágyazható a komplex síkba. Ez a leképezés csoportizomorfizmus, ami átviszi a tórusz természetes csoportszerkezetét a komplex számsíkra. Riemann-felületként tekintve is izomorfizmus, így az elliptikus görbe topológiailag is tórusznak néz ki.
A komplex számok teste tartalmazza minden valós polinom felbontási testét, így az elliptikus görbe írható
{\displaystyle y^{2}=x(x-1)(x-\lambda ).\,}
alakban.
A moduláris invariánsok kiszámítása ebből az alakból:
{\displaystyle g_{2}={\frac {4^{\frac {1}{3}}}{3}}(\lambda ^{2}-\lambda +1)}
és
{\displaystyle g_{3}={\frac {1}{27}}(\lambda +1)(2\lambda ^{2}-5\lambda +2)}
ahonnan a moduláris diszkrimináns:
{\displaystyle \Delta =g_{2}^{3}-27g_{3}^{2}=\lambda ^{2}(\lambda -1)^{2}}
ahol λ a moduláris lambdafüggvény.
Az uniformizációtétel szerint minden egy nemszámú Riemann-felület reprezentálható tóruszként.
A komplex számok fölötti elliptikus görbéken kilenc inflexiós pont van. Minden olyan egyenes, ami áthalad két inflexiós ponton, áthalad egy harmadikon is. A kilenc inflexiós pont és a 12 rájuk illeszkedő egyenes Hesse-konfigurációt alkot.

### Osztályozása
A {\displaystyle \Gamma _{1},\Gamma _{2}} rács két egydimenziós komplex tórusza, {\displaystyle \mathbb {C} /\Gamma _{1}} és {\displaystyle \mathbb {C} /\Gamma _{2}} akkor és csak akkor izomorf, mint komplex Lie-csoport, ha a két rács hasonló, vagyis forgatva nyújtással átvihetők egymásba. Minden rács hasonló egy {\displaystyle \langle 1,\tau \rangle _{\mathbb {Z} }} alakú rácshoz, ahol {\displaystyle \tau } a felső félsík, azaz a {\displaystyle \mathbb {H} =\{z\in \mathbb {C} \mid \operatorname {Im} z>0\}} halmaz eleme; ha {\displaystyle v,w} generátorok, akkor {\displaystyle \tau } választható {\displaystyle v/w} vagy {\displaystyle w/v} egyikének. A különböző választások megfelelnek az {\displaystyle \mathrm {SL} _{2}(\mathbb {Z} )} speciális lineáris csoport egy elemének hatásával a felső félsíkra, ahol az elem az
{\displaystyle {\begin{pmatrix}a&b\\c&d\end{pmatrix}}\tau ={\frac {a\tau +b}{c\tau +d}}}
alakban adható meg.
A felső félsík két eleme, {\displaystyle \tau _{1},\tau _{2}} akkor és csak akkor definiál izomorf {\displaystyle \mathbb {C} /\langle 1,\tau _{1}\rangle } és {\displaystyle \mathbb {C} /\langle 1,\tau _{2}\rangle } elliptikus görbéket, ha {\displaystyle \tau _{1}} és {\displaystyle \tau _{2}} ugyanazon az {\displaystyle \mathrm {SL} _{2}(\mathbb {Z} )} pályán fekszenek; az elliptikus görbék izomorfiaosztályai megfelelnek az
{\displaystyle \mathbb {H} /\mathrm {SL} _{2}(\mathbb {Z} );}
hányadostérnek. Ezt a hányadost a j-függvény bijektíven leképezi {\displaystyle \mathbb {C} }-re, ahol is a j-függvény értéke megegyezik a fenti harmadfokú görbe j-invariánsával.

## Véges testek fölött
A véges testek fölött is definiálhatók elliptikus görbék. Ekkor a görbét tartalmazó projektív sík véges sok pontból áll, ami sok esetben egyszerűbbé, más esetekben bonyolultabbá teszi a számításokat. Egyszerűbb, mert véges sok pont van, és bonyolultabb, mert vannak 2 és 3 karakterisztikájú véges testek, ahol az elliptikus görbék egyenletei nem egyszerűsíthetők a többi test fölött használt alakra.
Sok mindent tudunk róluk, például vannak becslések arra, hogy hány pontjuk lehet; más kérdések nehezebbek, például itt is felvethető a Birch és Swinnerton-Dyer-sejtés. A bizonyos véges testek fölött elért eredmények nagy részét a racionális testre is általánosítani próbálják.

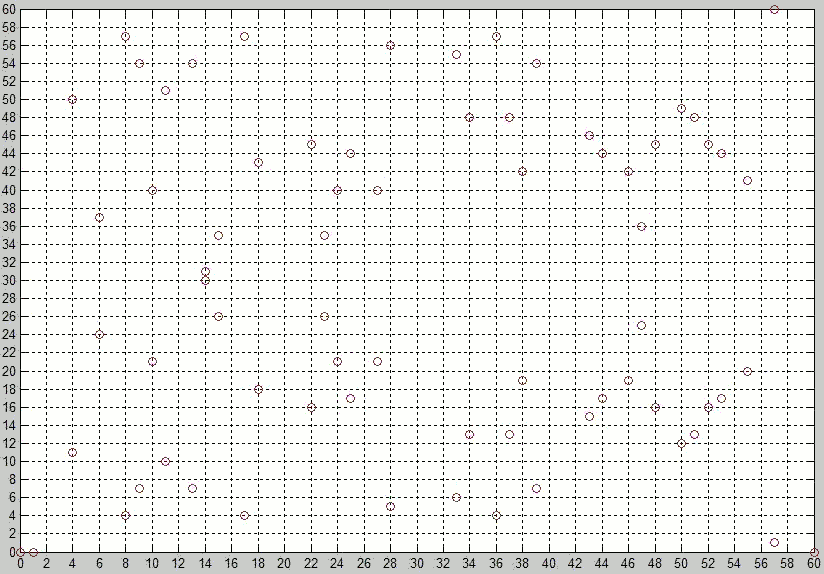
Az y^{2} = x^{3} − x elliptikus görbe affin pontjai a test fölött.

A következőkben K = Fq alaptestet, és E egy K fölötti görbét jelöl. Hasse elliptikus görbékről szóló tétele megbecsüli az elliptikus görbe pontjainak számát:
{\displaystyle |\mathrm {card} E(K)-(q+1)|\leq 2{\sqrt {q}}.}
A becslés szerint az elliptikus görbék pontszáma együtt nő az alaptest méretével. A bizonyítás általánosabb elméletet igényel.

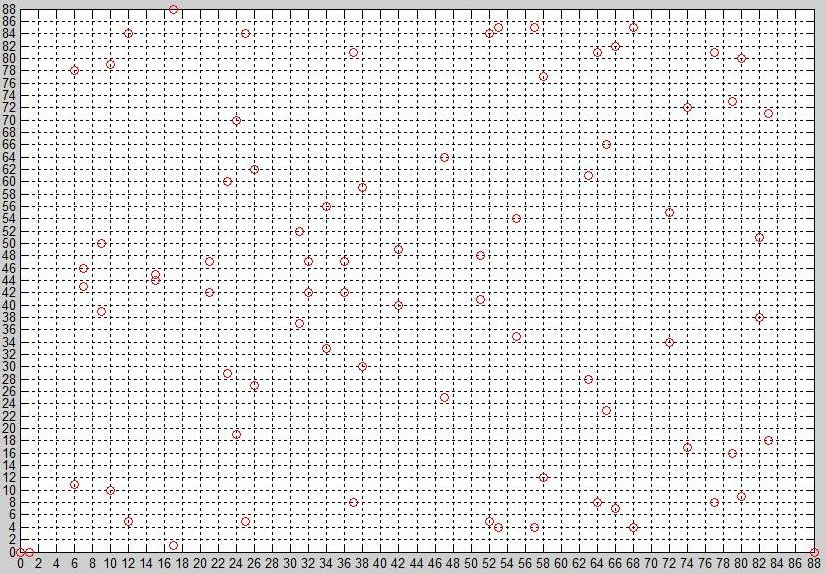
Az y^{2} = x^{3} − x elliptikus görbe affin pontjai a test fölött.

Az E(Fq) csoport szerkezete vagy ciklikus, vagy két ciklikus csoport szorzata. Például, az
{\displaystyle y^{2}=x^{3}-x}
egyenletű, a 71 elemű test fölött definiált elliptikus görbének 72 pontja van, és az általuk alkotott csoport izomorf az Z/2Z × Z/36Z direkt szorzattal. Egy adott görbe pontjai a Schoof-algoritmussal számolhatók meg.
Az Fq testbővítései fölötti elliptikus görbék vizsgáőlatát megkönnyíti az adott elliptikus görbe, E helyi zétafüggvénye Fq fölött, amit a
{\displaystyle Z(E(K),T)\equiv \exp \left(\sum _{n=1}^{\infty }\mathrm {card} \left[E(K_{n})\right]{T^{n} \over n}\right)}
generátorsorozat definiál. ahol Kn az Fq test n-edfokú bővítése, vagyis {\displaystyle \scriptstyle \mathbf {F} _{q^{n}}}. A zétafüggvény racionális függvény T-ben. Van egy a egész szám, hogy
{\displaystyle Z(E(K),T)={{1-aT+qT^{2}} \over {(1-qT)(1-T)}},}
sőt
{\displaystyle {\begin{aligned}Z\left(E/K,{1 \over qT}\right)&=Z(E/K,T)\\\left(1-aT+qT^{2}\right)&=(1-\alpha T)(1-\beta T)\end{aligned}}}
ahol α, β {\displaystyle \scriptstyle {\sqrt {q}}} abszolútértékú komplex számok. Ezek az eredmények a Weil-sejtés speciális esetei. Például {\displaystyle \scriptstyle y^{2}\,+\,y\;=\;x^{3}} zétafüggvénye F2 fölött {\displaystyle \scriptstyle {\frac {1\,+\,2T^{2}}{(1\,-\,T)(1\,-\,2T)}}}, mivel a görbének {\displaystyle \scriptstyle 2^{r}\,+\,1} ({\displaystyle \scriptstyle 2^{r}\,+\,1\,-\,2(-2)^{\frac {r}{2}}}) pontja van {\displaystyle \scriptstyle {\mathbf {F} _{2^{r}}}} fölött, ha r páratlan.

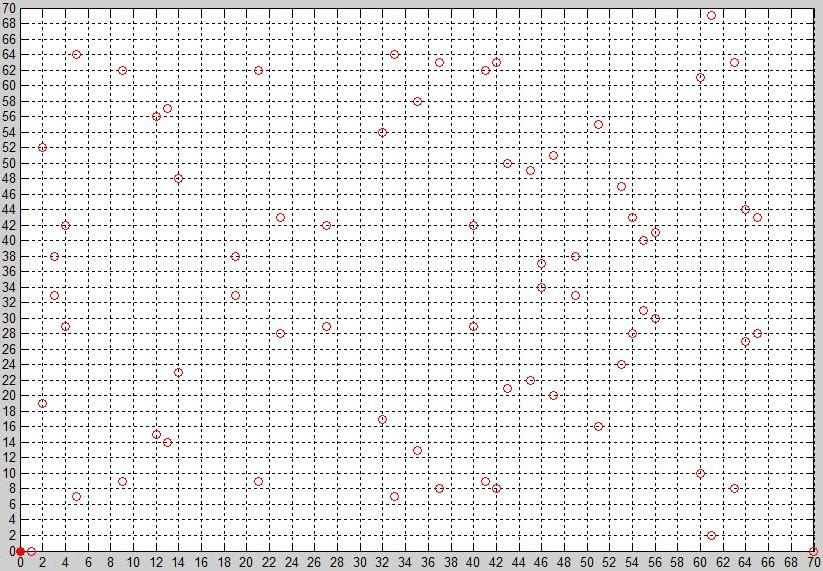
Az y^{2} = x^{3} − x elliptikus görbe affin pontjai a test fölött.

A Sato–Tate-sejtés a Hasse-tétel {\displaystyle \scriptstyle 2{\sqrt {q}}} hibatagjáról szól, és azt vizsgálja, hogy alakul a különféle q prímekre, ahol q az alaptest mérete. Állítása szerint a hibatagok egyenletesen oszlanak el. 2006-ban igazolták Taylor, Harris és Shepherd-Barron eredményei alapján.
Véges testek fölötti elliptikus görbéket használnak a kriptográfiában és a faktorizációs algoritmusokhoz. Ezek az algoritmusok felhasználják a görbe csoportszerkezetét. Az általános csoportokra alkalmazott algoritmusok az elliptikus görbéken is működnek. Erre példa a diszkrét logaritmus. Az elliptikus görbe kiválasztásában nagyobb a szabadság, mint egy q prím vagy prímhatvány kiválasztásában. Emellett az elliptikus görbéken levő csoportok bonyolultabbak lehetnek, mint az adott test egységcsoportja.

## Általános testek fölött
Bármely test fölött definiálhatók elliptikus görbék a bevezetőben említett formális módon, 1 nemszámmal. Ha a test karakterisztikája nem 2 vagy 3, akkor a görbe egyenlete az
{\displaystyle y^{2}=x^{3}-px-q\ }
alakra hozható, ahol p és q a test elemei, és az x3 − px − q polinomnak nincsenek többszörös gyökei. Ha a karakterisztika 2 vagy 3, akkor az egyenletből nem ejthető ki ki ennyi tag, így például, ha a karakterisztika 3, akkor az egyenlet az
{\displaystyle y^{2}=4x^{3}+b_{2}x^{2}+2b_{4}x+b_{6}\ }
alakot ölti, ahol {\displaystyle \scriptstyle b_{2},\,b_{4},\,b_{6}} testelemek, és a jobb oldali polinomnak nincsenek többszörös gyökei. Ha a karakterisztika 2, akkor még kevesebb tag tüntethető el, így az egyenlet alakja
{\displaystyle y^{2}+a_{1}xy+a_{3}y=x^{3}+a_{2}x^{2}+a_{4}x+a_{6}\ }
marad, feltéve, hogy a definiáló varietás nem szinguláris. Ha a karakterisztika nem jelentene akadályt, akkor ezek az egyenletek is visszavezethetők lennének a fenti alakra.
A görbe (x,y) pontjai az alaptest (K) algebrai lezártjába tartoznak. Azok a pontokat, amelyek mindkét koordinátája az alaptest eleme, K-racionális pontoknak nevezik.

## Izogén görbék
Legyen D és E elliptikus görbe egy adott test, K fölött! Ekkor egy D-t E-be vivő véges morfizmus izogenitás, ha D adott pontjait E adott pontjaiba viszi. Két görbe izogén, ha izogenitással átvihetők egymásba. Ez ekvivalenciareláció; a szimmetriát a duális izogenitás biztosítja. Minden izogenitás algebrai homomorfizmus, ezért homomorfizmust indukál a görbe K-racionális pontjain.

## Algebrája
Az elliptikus görbék Abel-csoportszerkezettel láthatók el. A jelölés hagyományosan additív. Többnyire a lent leírt módon szerkesztik meg az összeadást, de ez a struktúra máshogy is előállítható. A racionális számok és a véges testek fölötti elliptikus görbéken definiált csoportok a komplex rácsszerkezetekből származtathatók. Az elliptikus függvények elméletéből kiderül, hogy a valós elliptikus görbén definiált csoportnak ugyanaz a szerkezete, mint a komplex rács alapparalelogrammájának. Topológiailag az elliptikus görbe tórusz. A továbbiakban az elliptikus görbét és a rajta definiált csoportot E jelöli.
Az E csoport neutrális eleme a görbe {\displaystyle \infty } végtelen távoli pontja. A többi P pont ellentettje az x tengelyre való tükrözéssel kapható. Ha P és Q a görbe pontjai, akkor P és Q pontok összege különben a két pontot összekötő egyenes által E-ből kimetszett pont x egyenesre vett tükörképe. Egy pont kétszeresénél az összekötő egyenes helyét a görbe érintője veszi át. Ha ez nem metszi a görbét, akkor az összeg {\displaystyle \infty }. Az {\displaystyle \infty } pont neutrális elem, azaz ha P a görbe pontja, akkor {\displaystyle P+\infty =P.}
Megmutatható, hogy az így definiált összeadás valóban megfelel az additív Abel-csoportok axiómarendszerének, tehát asszociatív, kommutatív, van neutrális eleme, és minden elemnek van ellentettje.
Legyen most P E tetszőleges pontja! A kétszeres szerkesztéséből kiindulva definiálható a k-szoros is minden k pozitív egészre: kP =P + … + P. A nullaszoros a görbe {\displaystyle \infty } végtelen távoli pontja; a mínusz egyszeres a pont ellentettje, és a többi negatív számszoros az ellentett segítségével definiálható. A görbe minden pontjához tartozik egy k szám, amivel a görbe {\displaystyle \infty } végtelen távoli pontjába ér. A legkisebb ilyen k szám a pont rendje. Véges test fölött definiált elliptikus görbén megfelelően választott P pont esetén a szóban forgó görbétől függően a görbe pontjainak fele, vagy egésze bejárható, attól függően, hogy a görbe, mint csoport ciklikus-e vagy sem. A racionális pontok alkotta csoport részcsoportja a valós görbe összes pontja által alkotott csoportnak.
A diszkrét logaritmus probléma körébe tartozik a görbe adott tetszőleges két pontjából kiszámítani azt a k számot, amivel a generátorból kapható. Ezt a részfeladatot ECDLP-ként rövidítik. Jelen ismereteink szerint megfelelően választott görbe esetén a feladat nagyon nehéz, vagyis nincs ismert polinom idejű megoldása, ezért alkalmasak aszimmetrikus rejtjel kialakítására, például Diffie–Hellman kulcscserével, vagy az Elgamal-rejtjellel.

### Két különböző pont összeadása
Legyenek {\displaystyle P\colon {=}(x_{P},y_{P})} és {\displaystyle Q=(x_{Q},y_{Q})} a {\displaystyle P} és a {\displaystyle Q} pont koordinátái! Legyen {\displaystyle R} az {\displaystyle R\colon {=}P\oplus Q\colon {=}(x_{R},y_{R})} összeadás összegét, és koordinátáit rendre {\displaystyle (x_{R},y_{R}).} Továbbá legyen {\displaystyle s=(y_{P}-y_{Q})/(x_{P}-x_{Q}).} Ekkor az {\displaystyle P\oplus Q\colon {=}(x_{R},y_{R})} összeadás definiálható ekképpen:
- {\displaystyle x_{R}\colon {=}s^{2}-x_{P}-x_{Q}} és
- {\displaystyle y_{R}\colon {=}-y_{P}+s(x_{P}-x_{R})}

Feltettük, hogy a {\displaystyle P} és a {\displaystyle Q} pontok x koordinátája különböző, mert akkor nem számítható az {\displaystyle s} meredekség.Ekkor vagy {\displaystyle P=Q} vagy {\displaystyle P=-Q}. A {\displaystyle P\oplus (-P)} összeadásban {\displaystyle s={\tfrac {2y_{P}}{0}}}, amivel az eredmény az {\displaystyle \infty } neytrális elem.Innen adódik, hogy {\displaystyle P} és {\displaystyle -P} egymás ellentettjei. Ha {\displaystyle P=Q}, akkor a két pont egybeesik. Ezzel az esettel a következő szakaszban foglalkozunk.

### Pontduplázás
Pontduplázás szempontjából két eset különböztethető meg:
1. eset: {\displaystyle y_{P}\neq 0}
- {\displaystyle P\oplus P=R=(x_{R},y_{R})}
- {\displaystyle s=(3x_{P}^{2}+a)/(2y_{P})}, ahol {\displaystyle a} a ({\displaystyle cy^{2}=x^{3}+ax+b}) görbeegyenletben szereplő a.
- {\displaystyle x_{R}=s^{2}-2x_{P}}
- {\displaystyle y_{R}=-y_{P}+s(x_{P}-x_{R})}

Ez az eset csak a meredekség számításában különbözik a két különböző ponttól.
2. eset: {\displaystyle y_{P}=0}
- {\displaystyle P\oplus P=\infty }

A {\displaystyle y_{P}=0\Rightarrow P=(-P)} egyenlőség miatt a {\displaystyle P} önmaga ellentettje.

### Absztrakt számolási szabályok
Analitikus leírás koordinátákkal:
Legyen:
- {\displaystyle P,Q} két különböző pont
- {\displaystyle P=(x_{P},y_{P})}
- {\displaystyle Q=(x_{Q},y_{Q})}
- {\displaystyle x_{P}\neq x_{Q}}
- {\displaystyle \oplus } az összeadás
- {\displaystyle \infty } a neutrális elem

Teljesülnek a következő számolási szabályok:
- {\displaystyle P\oplus Q=Q\oplus P}
- {\displaystyle P\oplus (-P)=\infty }
- {\displaystyle P\oplus \infty =P}
- {\displaystyle -P=(x_{P},-y_{P})}
- {\displaystyle (P\oplus Q)\oplus R=P\oplus (Q\oplus R)}

### Szorzás egész számmal
Az egész számmal való szorzás, {\displaystyle n\cdot P} a pont többszöri összeadását jelenti:
- {\displaystyle n\cdot P=P\oplus \cdots \oplus P}

A negatív számszoros az ellentett felhasználásával definiálható:
- {\displaystyle -n\cdot P=(-P)\oplus \cdots \oplus (-P)}

Ez a szorzás hatékonyan számítható gyorshatványozással.
Véges testek fölött a számítások a racionálisok fölöttihez hasonlóan végezhetők, csak a GF(q)elemeivel kell számolnunk.

## Elliptikus görbét használó algoritmusok
A véges testek fölötti elliptikus görbéket rejtjelezésre és faktorizálásra használják. Az alapötlet tipikusan az, hogy véges csoportokat egy racionális elliptikus görbén helyeznek el. Néhány példa:
- Elliptikus görbét használó rejtjel
- Elliptikus görbét használó digitális aláírás
- Lenstra elliptikus görbe faktorizációja
- Elliptikus görbés prímtesztelés